# Rio Araquá
Rio Araquá é um rio brasileiro localizado nos municípios de Botucatu e São Manuel, passando também por Águas de São Pedro no interior do estado de São Paulo.

## Características

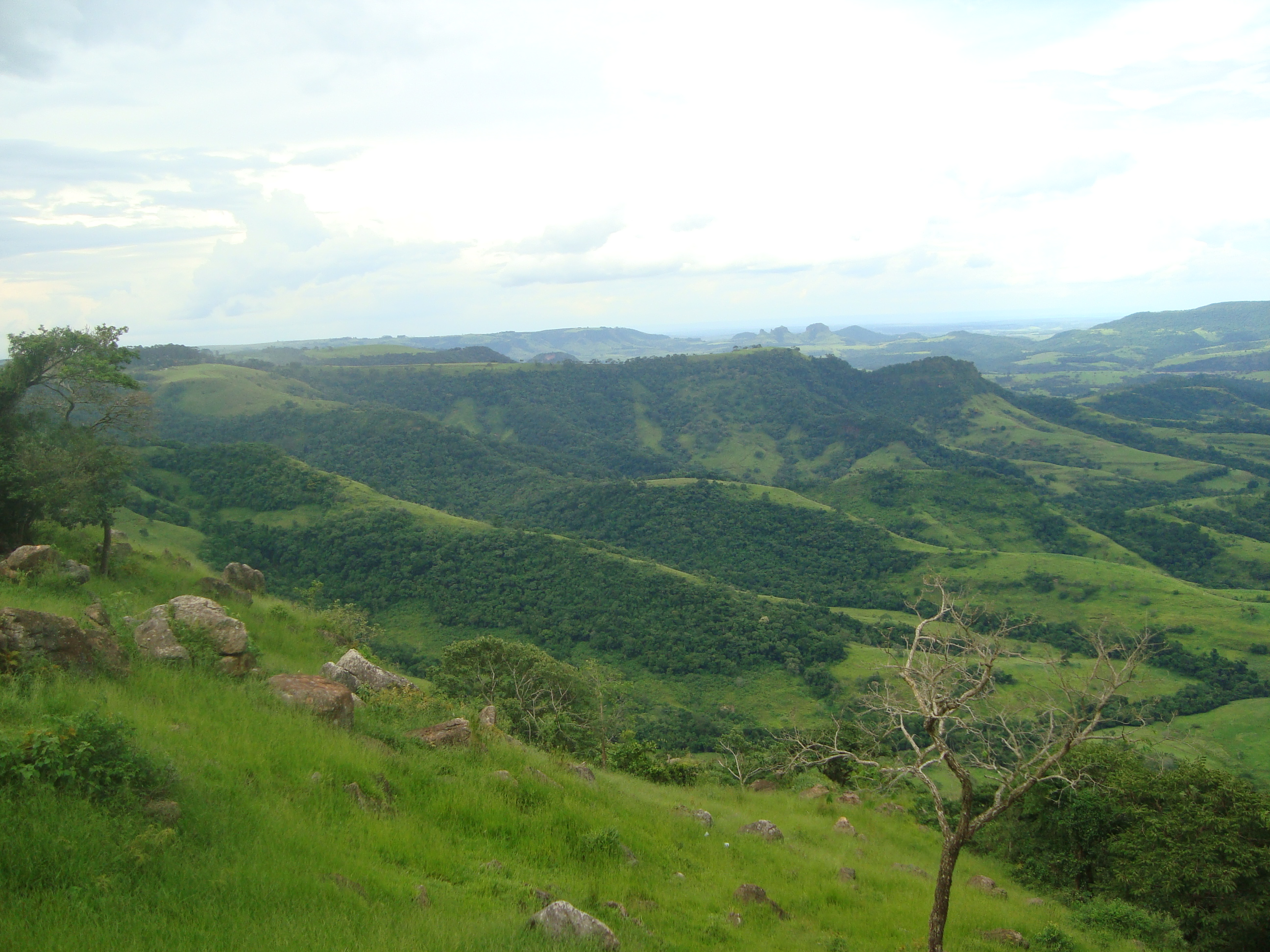
Cuesta de Botucatu.

O Araquá é um afluente da margem esquerda do rio Tietê, e a sua bacia hidrográfica ocupa uma área de 331,90 Km² sendo que os cursos d'água desta bacia tem 287,60 km de extensão.
O rio corre entre colinas e montes, não é muito sinuoso por uma região caracterizada por um relevo designado como cuesta.
A cachoeira da Pavuna próxima a foz do rio é composta por cinco quedas de água respectivamente com 6, 16, 48, 60 e 90 metros.

## Origem do nome
Araquá em língua indígena significa esconderijo de papagaios. O rio é lembrado como nome de rua na cidade de São Paulo e deu seu nome a uma estação ferroviária em São Mauel.